# Легка принцеса
«Легка принцеса» (англ. The Light Princess) — шотландська казка Джорджа Макдональда, опублікована в 1864 як оповідання у великій повісті «Адела Каткарт». Натхненна «Сплячою красунею», вона розповідає історію принцеси, яка страждає від постійної невагомості та не може стати на ноги, як у прямому, так і в переносному сенсі, доки не знаходить кохання, яке спускає її на землю.

## Сюжет
У короля і королеви народжується донька, але вони не запрошують на її хрестини злісну сестру короля, принцесу Макемнуа. Щоб помститися, вона проклинає принцесу невагомістю. Єдиний раз, коли вона відновлює гравітацію, це коли вона плаває.
Принц, який шукає дружину, натрапляє на принцесу під час плавання і закохується. Тим часом принцеса Макемнуа осушує озеро, ставлячи під загрозу єдиний зв'язок принцеси з гравітацією. Єдиний спосіб відновити його — перекрити злив своїм тілом, пожертвувавши собою. Принц зголошується, і коли він ледь не тоне, принцеса вперше плаче, руйнуючи прокляття.
Після відновлення сили тяжіння вона вчиться ходити, одружується з принцом і народжуєть багато дітей. Принцесу Макемнуа, своєю чергою, знищують ті ж води, які вона прагнула контролювати.

## Адаптації
- Анімаційна версія «Легкої принцеси» вийшла в 1978 році, режисером виступав Ендрю Ґослінґ, сценаристами — Єн Кейлл і Джордж Макдональд, а головні ролі виконали Стейсі Дорнінґ, Джон Фортюн та Ірен Гендл[1].
- У 2013 році відбулася прем'єра музичної версії Торі Амос і Семюеля Адамсона, натхненна оригінальною історією, для Королівського національного театру в Лондоні. Головну роль у постановці зіграла Розалі Крейґ. Мюзикл був загалом добре сприйнятий, мав тривалий показ у театрі, а у 2015 році був випущений запис з акторським складом.
- Інший мюзикл під назвою «Легка принцеса» був написаний Тоні Лоутоном на музику Алекса Бехтеля і дебютував у квітні 2017 року в театральній компанії «Арден»[2].